# ماماریکا
آناستازیا اولکساندریونا کوچتووا با نام هنری ماماریکا (اوکراینی: Анастасія Олекса́ндрівна Кочетова؛ زادهٔ ۱۳ آوریل ۱۹۸۹) خواننده، بازیگر، و مدل اهل اوکراین است. وی از سال ۲۰۰۳ میلادی تاکنون مشغول فعالیت بوده‌است.

## زندگی
کوچتووا در ۱۳ آوریل ۱۹۸۹ در چرونوهرد به دنیا آمد. او از دانشکده زبان‌های خارجی دانشگاه لویو فارغ‌التحصیل شد و در آنجا در ترجمه به انگلیسی تخصص داشت. او به عنوان مدیر دفتر و معلم آواز کار می‌کرد.